# كأس سين هون 2013
كأس سين هون 2013 هو موسم من كأس سين هون. فاز فيه Nagaworld FC ‏.